# 碓氷夕焼
碓氷 夕焼（うすい ゆうやけ、1935年7月21日 - 2011年5月11日）は、日本のNET（現・テレビ朝日）の企画・プロデューサー、作詞家である。
NET時代からアニメ・特撮番組のプロデューサーを務める。その後、長寿番組となった『世界の車窓から』の立ち上げに参加する。定年退職後は嘱託でお客様フロント部の電話受付係として働きながら作詞家として活動した。

## 企画・プロデュース作品

### 実写
- 五街道まっしぐら!→駆けろ!八百八町
- スーパー戦隊シリーズ
  - 電子戦隊デンジマン
  - 太陽戦隊サンバルカン
  - 大戦隊ゴーグルファイブ
- メタルヒーローシリーズ
  - 宇宙刑事ギャバン
  - 宇宙刑事シャリバン
  - 宇宙刑事シャイダー
  - 巨獣特捜ジャスピオン
  - 時空戦士スピルバン
  - 超人機メタルダー

### テレビアニメ
- 一休さん（全国朝日放送、通称：テレビ朝日へ社名変更と同時に宮崎慎一からバトンタッチ）
- キャンディ・キャンディ（上記と同様、宮崎慎一、落合兼武からバトンタッチ）
- 超人戦隊バラタック（第13話より）
- 超電磁マシーン ボルテスV
- 激走!ルーベンカイザー
- 魔女っ子チックル
- 花の子ルンルン
- 魔法少女ララベル
- ハロー!サンディベル
- フクちゃん
- オヨネコぶーにゃん
- 亜空大作戦スラングル（宇都宮恭三と共同プロデュース）

### ミニ番組
- 世界の車窓から（初代プロデューサー）[2]

### 作詞
- 「すてきな変身」（「花の子ルンルン」挿入歌、作曲：武市昌久 編曲：武市昌久 歌：堀江美都子、ザ・チャープス）
- 「私の日記帳」（「魔法少女ララベル」挿入歌、作曲：渡辺岳夫 編曲：久石譲 歌：堀江美都子）
- 「ビバ!ビスカス」（「魔法少女ララベル」挿入歌、作曲：渡辺岳夫 編曲：いちひさし 歌：田中崇、コロムビアゆりかご会）
- 「きみとまたあう日まで」（「ハロー!サンディベル」挿入歌 作曲：渡辺岳夫 編曲：久石譲 歌：岩渕まこと）
- 「しあわせをあなたに」（「ハロー!サンディベル」挿入歌 作曲：久石譲 編曲：久石譲 歌：堀江美都子、ザ・チャープス）
- 「フクちゃんの応援歌」（「フクちゃん」挿入歌 作曲：小林亜星 編曲：筒井広志 歌：坂本千夏、栗葉子、桂玲子、銀河万丈、コロムビアゆりかご会)
- 「おんな橋」（作曲：岡千秋 編曲：丸山雅仁 歌：梶哲也）
- 「雨月（つき）伝説」（作曲：岡千秋　編曲：櫻庭伸幸 歌：小林幸子）
- 「人生列車」（補作詞：志賀大介 作曲者：新井利昌 編曲：甲斐靖文 歌：小林ひさし）
- 「ピョン太郎旅がらす」（補作詞：冬弓ちひろ 作曲：三原一乃 編曲：松井タツオ 歌：飛鳥とも美）